# Hunos

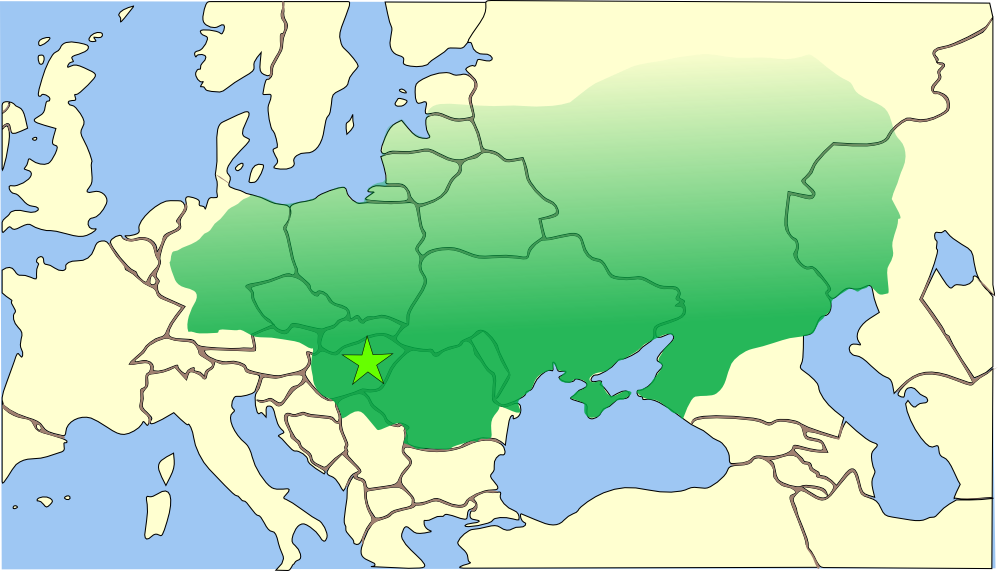
O Império Huno estendia-se das estepes da Ásia Central até à atual Alemanha, e do Mar Cáspio até o mar Báltico

Os hunos foram uma antiga confederação eurasiática de nômades ou seminómadas equestres, com a aristocracia de núcleo altaico. Algumas dessas tribos moveram-se para a Europa no século IV provavelmente devido a mudanças climáticas. Eles eram excelentes criadores de cavalos e adeptos de combates a cavalo (com espada, lanças e arco).
Movendo-se com suas famílias e grandes rebanhos de animais domesticados e cavalos, eles migraram em busca de novos pastos para se estabelecerem. Devido à sua proeza militar e disciplina, mostraram-se imbatíveis, tirando todos do seu caminho. Eles começaram uma corrente migratória anterior a deles pois outros povos mudaram-se para sair do caminho dos hunos. Esse efeito dominó de grandes populações contornou Constantinopla e o Império Bizantino e chegou aos rios Danúbio e Reno e resultou na tomada do Império Romano do Ocidente em 476, pelos hérulos chefiados por Odoacro.
Encontrando terras a seu gosto, os hunos estabeleceram-se nas planícies húngaras, na Europa Central, tomando a cidade de Szeged, no Tísia, como seu quartel-general. Eles precisavam de vastas áreas de pasto para obter forragem para os cavalos e outros animais. Dessas áreas de pastagens, os hunos controlavam, através de alianças ou conquistas, um império que se estenderia dos Montes Urais (na Rússia) ao rio Reno (na França) e do Báltico ao Danúbio.
Como não construíam casas, viviam em suas carroças e também em barracas que armavam nos caminhos que percorriam.

## Origem e identidade

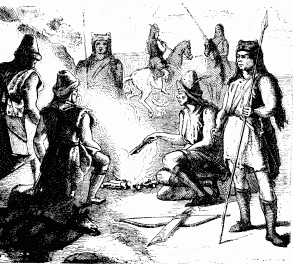
Campo Huno imaginado no livro do século XIX Young Folks' History of Rome escrito por Charlotte Mary Yonge.

Debates sobre os ancestrais asiáticos dos hunos vêm acontecendo desde o século XVIII. Por exemplo, os filologistas debatem até hoje sobre qual heterônimo de fontes chinesas e persas são idênticas ao latim Hunni ou o grego Chounnoi como evidência da identidade dos hunos.
Recentes pesquisas genéticas mostram que a maioria das grandes confederações de guerreiros não era inteiramente da mesma etnia, mas provavelmente uma mistura entre clãs euro-asiáticos. Outro exemplo são as múmias de Tarim descobertas em Taklamakan, na Ásia Central, que datam de 1 800 a.C. a 200 d.C.. A característica mais notável dessas múmias é o seu tipo físico caucasoide. Entretanto, mais testes genéticos mostraram uma complexidade nessa teoria. Segundo ela, aparecem características europeias e do leste asiático.
Além disso, muitos clãs podem simplesmente ter se autodenominado hunos em razão do prestígio e da fama do nome, ou terem sido assim chamados pelos outros povos por causa de características comuns, lugar de origem, ou reputação. Igualmente, crônicas gregas e latinas podem ter usado "hunos" num senso mais geral, para descrever características étnicas ou sociais ou reputação. "Tudo que podemos seguramente dizer", disse Walter Pohl, "é que o nome ’hunos’, na antiguidade clássica, designava prestigiosos grupos de guerreiros das estepes". Antigas visões apareceram no contexto de um ensino nacionalista e etnocêntrico de gerações passadas, que comumente presumiam que homogeneidade étnica devia interligar povos social e culturalmente homogêneos. Pesquisas modernas mostram que cada uma das grandes confederações de guerreiros das estepes (tais como citas, xiongnu, hunos, ávaros, cazares, cumanos, mongóis, etc.) não eram homogeneamente iguais, mas uniões de múltiplas etnias como as de turcos, ienisseianos, tungúsicos, úgricos, irânicos, mongólicos e muitos outros povos.
Evidências de pesquisas genéticas e etnogênicas contrastam com teorias tradicionais baseadas em relatos chineses, arqueologia, linguística e outras evidências indiretas. Essas teorias contêm diversos elementos, como que o nome "huno" primeiramente descrito como um grupo nômade de guerreiros cujas origens étnicas eram a Ásia Central, mais próximo de onde hoje é a Mongólia, e que eles eram  possivelmente ligados, em parte, aos Xiongnu (匈奴), derrotados pelo Império Han chinês, e que isso provocou a saída deles da Mongólia em direção ao oeste, invadindo a Europa 200 anos depois. Evidências indiretas incluem a transmissão de suporte em madeira para arco composto da Ásia central para o oeste.
Essa narrativa está presente na historiografia ocidental (e oriental), mas a evidência é às vezes indireta ou ambígua. Os hunos não deixaram praticamente nenhum relato escrito. Não há nenhum documento sobre o que aconteceu entre a saída deles da China e a chegada na Europa 150 anos depois. A última referência aos Xiongnu do norte foi a derrota deles pelos chineses em 151 no lago Barkol, quando fugiram para as estepes do oeste em Kangju (centrado na cidade do Turquistão no Cazaquistão). Documentos chineses entre o século III e IV sugeriam que uma pequena tribo chamada Yuebnan, remanescente dos Xiongnu do norte, estava distribuída nas planícies do Cazaquistão.
Uma tendência recente de interpretação dá suporte a uma ligação política e cultural entre Hunos e Xiongnu. Fontes centro-asiáticas (sogdianas e bactrianas) do século IV traduziram "hunos" para "Xiongnu" e vice-versa; também, os caldeirões de Xiongnu e hunos eram virtualmente idênticos e foram escondidos nos mesmos lugares (barrancos de rios) na Hungria e nos Ordos.

### Teoria turca
Os hunos foram talvez de origem turca (ou pré-proto-turca). Essa linha de pensamento surgiu quando Joseph de Guignes no século XVIII identificou os hunos com os Xiongnu ou (H)siung-nu. A tese obteve o apoio de Otto Maenchen-Helfen, baseado nos seus estudos linguísticos. O inglês Peter Heather chamou os Hunos de "o primeiro grupo de nômades turcos, em oposição aos iranianos, a invadir a Europa". O pesquisador turco Kemal Cemal amparou essa afirmação com a comparação de palavras e nomes semelhantes nas línguas turca e huna, e semelhanças nos sistemas de governo de tribos hunas e turcas. O historiador húngaro Gyula Nemeth também apoiou esse ponto de vista. O historiador uigur Turghun Almas sugeriu uma ligação entre hunos e os uigures, um povo de língua turcomana que habita a região de Sinquião, na China.

## História

### Séculos II ao V
Dioniso Perígetes descreveu um povo que pode ser huno vivendo próximo ao Mar Cáspio no século II. Em 139, o geógrafo europeu Ptolemeu escreveu sobre os cunos (Khuni) vivendo próximos ao Rio Dniepre e governados por sunos. Ele listou o século, embora não é certo se esse povo eram os hunos. No século V, o historiador armênio Moisés de Corene, na sua História da Armênia, pondo os hunos próximos dos sármatas e descrevendo a captura da cidade de Bactro por eles, em algum momento entre 194 e 214, o que explicaria o porquê dos gregos chamarem aquela cidade de Hunuk.
Prosseguindo com a derrota dos Xiongnu pelos Han, a história daquele povo permaneceu desconhecida por um século, até quando a família Liu do "Tiefu" dos Xiongnu do sul, tentaram estabelecer um estado no oeste da China (ver Han Zhao). Os quionitas apareceram na Transoxiana em 320 imediatamente depois de Jin Zhuan subjugar Liu Can, fazendo os Xiongnu entrarem num caos. Depois Quidara surgiu para liderar os quionitas na pressão contra o Império Cuchana.
No oeste, os ostrogodos entraram em contato com os Hunos em 358. Em 372, a rápida expansão dos ostrogodos para o Leste levou ao conflito com os hunos das estepes do Volga, decorrendo a vitória dos hunos, que contavam com cavalaria de arqueiros, sobre o rei ostrogodo Ermanarico. A queda dos ostrogodos permitiu aos hunos alcançarem o rio Danúbio, subjugando também os visigodos e os gépidas.Os armênios mencionam Vund (em torno de 370): o primeiro líder huno na região do Cáucaso. Os romanos convidaram os hunos do leste da Ucrânia para estabelecerem-se na Panônia em 361, e em 372 eles foram para o oeste liderados pelo rei Balímiro, e derrotados pelos alanos. No leste, no começo do século V, Tiefu Xia foi a última dinastia dos Xiongnu do sul na China Ocidental e os alchon/Huna apareceram onde hoje é o Afeganistão e o Paquistão. Nesse ponto decifrar as histórias hunas para os multi-linguistas tornou-se fácil com eventos relativamente bem documentados por fontes bizantinas, armênias, persas, indianas e chinesas.

### Hunos na Europa

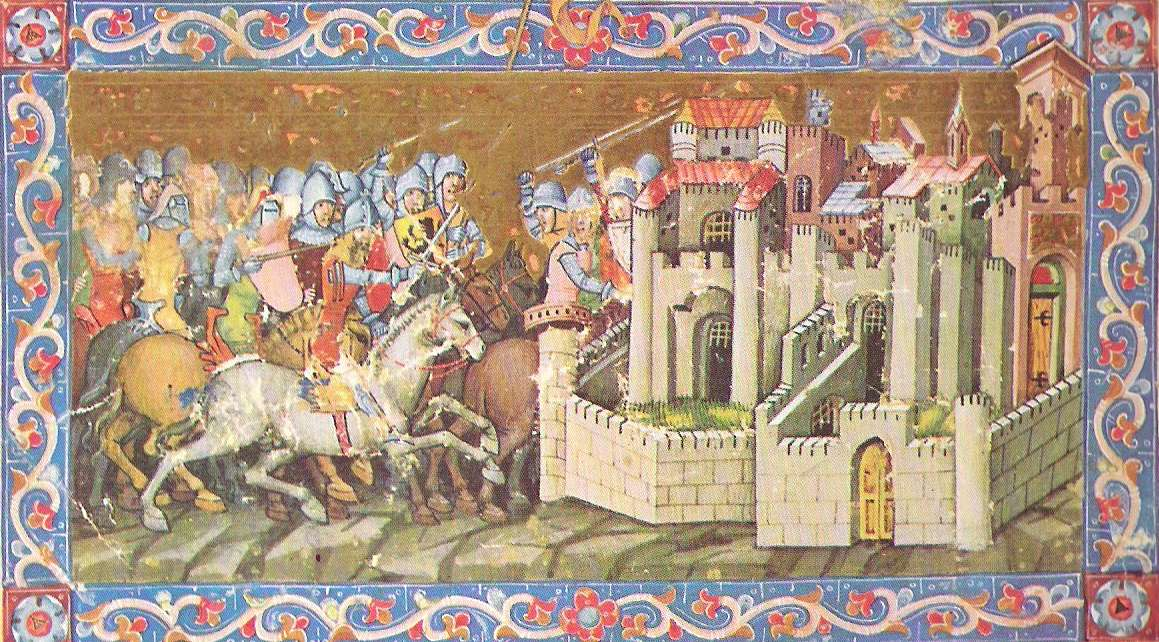
Uma pintura romantizada-à-cavalaria do século XIV dos "hunos" cercando uma cidade. Notam-se os detalhes anacrônicos nas armas, armaduras e no tipo da cidade. Crônica Iluminada da Hungria, 1360

Os hunos apareceram na Europa no século IV, aparentemente vindos da Ásia Central. Eles primeiro apareceram no norte do mar Negro, forçando um grande número de Godos a buscar refúgio no Império Romano; depois, os Hunos apareceram no oeste dos Cárpatos na Panônia, provavelmente em algum momento entre 400 e 410, provocando a massiva migração das tribos germânicas para o oeste e provocando a famosa travessia do Reno em dezembro de 406.
O estabelecimento do Império Huno no século V marca historicamente o inicio da migração com cavalos. Os hunos eram soberbos cavaleiros, treinados desde a infância, e alguns acham que eles inventaram o estribo, instrumento crítico para aumentar o poder de luta. Eles espalharam terror nos inimigos devido a velocidade em que eles podiam se movimentar, trocando de montaria várias vezes ao dia para manter a vantagem. Uma segunda vantagem eram os seus arcos compostos recurvados, muitos superiores a qualquer coisa usada no Ocidente. Apoiados em seus estribos, eles podiam atirar para frente, para os lados e para trás. A principal fonte de renda dos hunos era a prática do saque aos povos dominados. Quando chegavam numa região, espalhavam o medo, pois eram extremamente violentos e cruéis com os inimigos. Sua tática essencial era fazer ataques-surpresa relâmpago e garantir o terror para os outros povos.
Os Hunos de Átila incorporaram grupos de povos tributários. Na Europa, alanos, gépidas, esciros, rúgios, sármatas e tribos góticas foram todas unidas sob os hunos pela coalizão de Arádrico na Batalha de Nedau em 455, atual Nedava.

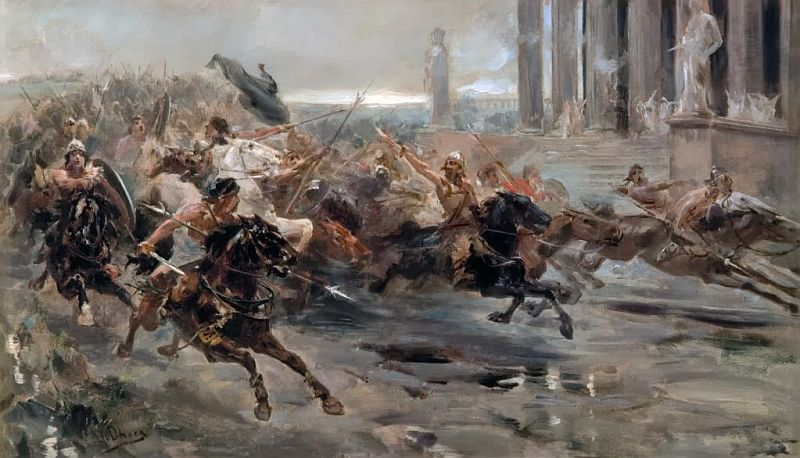
Os Hunos, liderados por Átila, invadem a Itália, como visualizado nessa pintura do século XIX de Ulpiano Checa (1860-1916).

A memória das conquistas hunas foi transmitida oralmente entre os povos germânicos e é um componente importante nas Saga de Völsung e de Hervarar, da Noruega Antiga, e na Canção dos Nibelungos, conto alemão da Idade Média, todos sob o cenário do período das migrações dos povos bárbaros e datam de um milênio antes dos documentos escritos. Na Saga de Hervarar, os godos fizeram primeiro contato com os arqueiros hunos e os encontraram na épica batalha nas planícies do Danúbio.
O apogeu do império huno aconteceu durante o governo de seu principal líder, Átila, responsável por diversas conquistas em guerras e batalhas. Ele tornou-se líder dos hunos em 433 e empreendeu uma série de incursões ao sul da Rússia e Pérsia. Ele então dirigiu sua atenção aos Bálcãs, causando suficiente terror e destruição em duas principais incursões para serem subornados para sair. Em 450 ele se dirigiu ao Império Romano do Ocidente, cruzando o Reno ao norte de Mogoncíaco com, provavelmente, 100 000 guerreiros. Avançando numa frente de 100 milhas, ele saqueou várias vilas no que é hoje a França setentrional. O general romano Aécio levantou um exército romano-visigótico e avançou contra Átila, que estava sitiando a cidade de Orleães. Na principal Batalha dos Campos Cataláunicos, Átila foi derrotado, mas não destruído. Foi a última grande campanha militar do Império Romano do Ocidente.
Átila então invadiu a Itália, procurando novos saques. Enquanto ele passava, refugiados fugiam para ilhas na costa do mar Adriático, iniciando povoação que mais tarde daria origem à cidade de Veneza. As forças romanas estavam esgotadas e seu exército principal continuava na Gália. Os hunos também estavam fracos, esgotados por incessantes campanhas, doenças e fome na Itália. Numa reunião com o papa Leão I, Átila concordou em recuar.
O império desintegrou-se após a morte de Átila em 453, com nenhum líder forte para mantê-los unidos. Povos súditos revoltaram-se e facções dentro do grupo dos próprios hunos lutaram entre si pelo poder. Os hunos, ao final, desapareceram da história após uma leva de novos invasores, como os Ávaros.
Na Canção dos Nibelungos, Criemilda casa-se com Átila (Etzel, em alemão) depois que seu primeiro marido Sigurdo foi morto por Hagen, com a ajuda de seu irmão, rei Guntárico. Ela então usou o seu poder como mulher de Átila para armar uma sangrenta vingança, na qual não apenas Hagen e Guntárico mas todos os guerreiros da Burgúndia foram mortos em uma festa que ela e Átila os convidaram. Depois de uma relativa vitória sobre os hunos, que eram numericamente superiores, os burgúndios finalmente sucumbiram, não pelos Hunos mas por Rüdeger (austríaco), que morreu na batalha também, e por Teodorico de Verona (ostrogodo), ambos vassalos de Átila e relutantes quanto a lutar contra a tribo amiga dos Burgúndios, mas depois foram forçados a tal por pressão de Átila.
Na Saga Völsunga, Átila (Atli, em norueguês) derrotou o rei franco Sigeberto I (Sigurõr ou Siegfried) e o rei burgúndio Guntram (Gunnar ou Gunther), mas depois foi assassinado pela Rainha Fredegunda (Gudrun ou Kriemhild), a irmã do último rei e sua esposa.

## Nações sucessoras

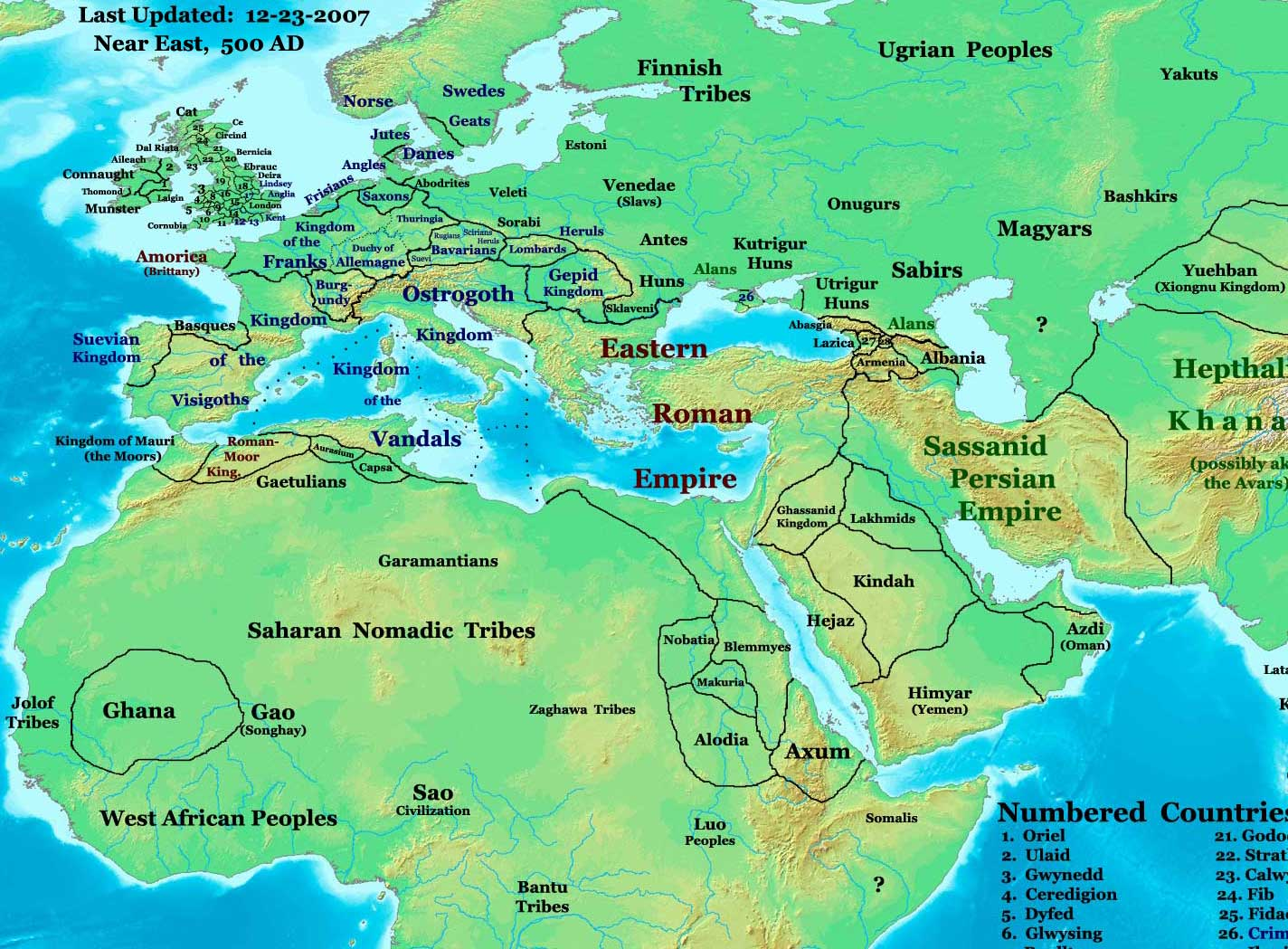
Localização dos estados sucessores dos hunos em 500

Muitas nações tentaram assimilar-se étnica e culturalmente como sucessoras dos hunos. Por exemplo, a Nominália dos Cãs Búlgaros indica que eles acreditavam ser descendentes de Átila. Os Búlgaros certamente foram parte da união tribal em algum momento, e alguns devem ter criado a hipótese que a língua tchuvache (que se acredita ser descendente da língua protobúlgara) é a língua sobrevivente mais próxima da língua huna.
Os magiares (húngaros) também reclamam uma herança Huna. Por causa dos Hunos que invadiram a Europa, que representou uma grande coalizão de vários povos, é possível que os magiares tenham também feito parte dela. Até o inicio do século XX, muitas histórias húngaras acreditavam que o povo sículo era descendente dos Hunos.
Em 2005, um grupo de 2 500 húngaros pediu ao governo o reconhecimento do status de minoria como descendentes diretos de Átila. O ato não foi concedido, mas deu certa publicidade ao grupo, formado no inicio da década de 1990 e representava um ramo húngaro do misticismo. Os auto-proclamados "hunos" não tinham em posse nenhuma cultura huna ou traços da linguagem dos mesmos, o que estaria disponível em fontes históricas e místicas dos Húngaros modernos.

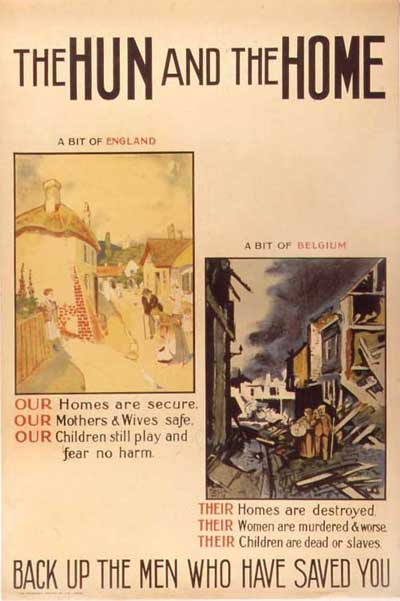
Propaganda britânica da Primeira Guerra Mundial, onde cita os rivais alemães como "hunos".

O que é claro é que os hunos deixaram descendentes por toda a Europa Oriental  e a desintegração do Império Huno mostra que eles nunca ganharam a glória perdida. Uma razão é que os Hunos nunca instalaram completamente os mecanismos de um estado, como a burocracia e as taxas, como fizeram os magiares e a Horda Dourada. Uma vez desorganizados, os Hunos foram absorvidos por outros reinos, mais organizados.
Os turcos seljúcidas eram aparentados dos hunos.
O termo "huno" foi também usado para descrever os povos com nenhuma conexão histórica com o que os estudiosos consideram ser os "hunos".
Em 27 de julho de 1900, durante a Revolta dos Boxers, na China, o cáiser Guilherme II da Alemanha deu a ordem para "fazer o nome Alemanha ser lembrado na China por mil anos, que nenhum chinês jamais ousasse ao menos encarar de novo um alemão". Esse discurso, onde o cáiser Guilherme invocava a memória dos hunos do século V, unido com o pickelhaube, ou usando o capacete de lança usado pelas forças alemãs até 1916, que era remanescente nos antigos capacetes hunos (e húngaros), dando suporte ao posterior uso inglês do termo para designar os inimigos alemães durante a Primeira Guerra Mundial. Entretanto, outra razão foi dada pelo uso inglês do termo que era o lema "Gott mit uns" ("Deus conosco") que constava nos cintos dos soldados alemães durante a primeira guerra mundial. "Uns" foi mal-entendido como "Huns", e acabou virando um jargão. Esse uso foi reforçado pela propaganda dos Aliados durante a guerra, e muitos pilotos da RFC chamavam os seus inimigos de "Os Hunos". Esse uso tomou força de novo durante a Segunda Guerra Mundial.